# Флаг Южной Георгии и Южных Сандвичевых Островов
Флаг Южной Георгии и Южных Сандвичевых Островов принят в 1992 году, после отделения в 1985 году от Фолклендских островов и образования отдельной территории под управлением Британии. До этого времени использовался флаг Фолклендских островов. Флаг представляет собой Blue Ensign с гербом Южной Георгии и Южных Сандвичевых Островов.

Флаг Комиссионера (Специального уполномоченного) 1992—1999
Флаг Комиссионера С 1999 года